# Wendy
Son Seung-wan (hangul: 손승완; hanja: 孫承歡; rr: Son Seung-wan; MR: Son Sŭng-wan; nasceu em 21 de fevereiro de 1994), mais conhecida por seu nome artístico Wendy (hangul: 웬디), é uma cantora, compositora e dançarina sul-coreana. Realizou sua estreia no cenário musical em 2014 no grupo feminino Red Velvet. Em janeiro de 2022, se juntou à subunidade do projeto Girls On Top, Got the Beat.

## Biografia
Wendy nasceu em Seongbuk-dong, Seul, Coreia do Sul, em 21 de fevereiro de 1994. Ela viveu em Jecheon até os seus cinco anos e se mudou para Ontário, Canadá, com a sua família quando ainda era criança para estudar no exterior. Ela estudou nos Estados Unidos e no Canadá, também revelou ter recebido diversos prêmios, incluindo um do presidente Barack Obama por causa de sua excelência acadêmica.
Em 2010, Wendy entrou para uma audição online, audição global do Koreaboo com a Cube Entertainment, no entanto não foi escolhida como finalista dentre os 5.000 participantes. Em 2018, o ex-CEO da YG Entertainment, Yang Hyun-suk, revelou que Wendy teria entrado para uma audição da agência, no entanto não foi aprovada. Inicialmente, ela não pretendia prestar um teste para a SM Entertainment, mas foi selecionada por olheiros da empresa quando acompanhou um amigo a uma audição Global da SM no Canadá em 2012. Ela cantou a canção "Moon of Seoul", de Kim Gun-mo, e passou.
Wendy treinou por um pouco menos de dois anos até ser introduzida no grupo de pré-estréia da SM, o SM Rookies em março de 2014. Em agosto do mesmo ano ela estreou no grupo feminino da SM Entertainment, o Red Velvet. É reconhecida pela sua música e por sua capacidade para tocar instrumentos como piano, flauta, guitarra e saxofone, além de suas grandes habilidades vocais.

## Carreira

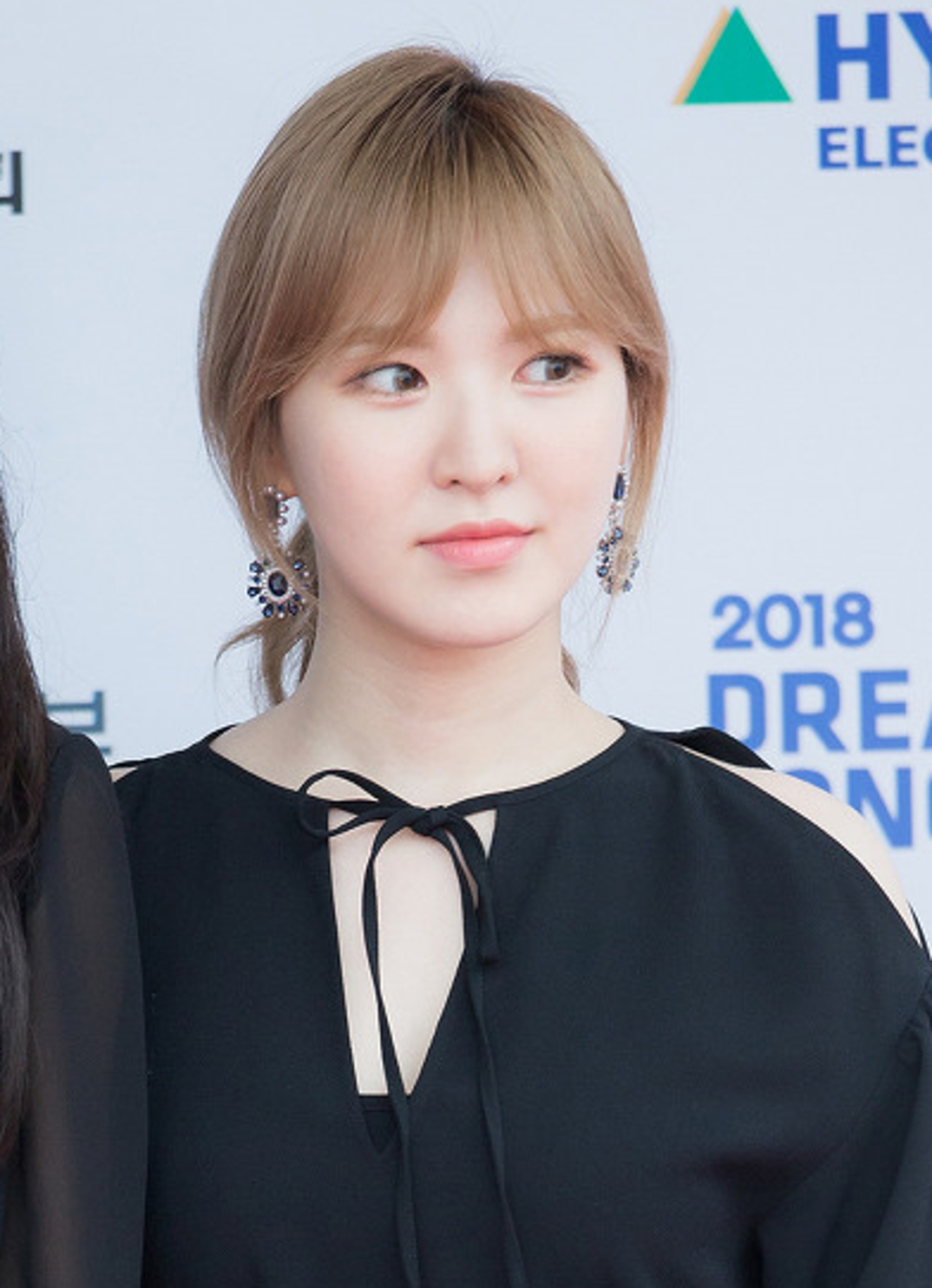
Wendy no Dream Concert em 12 de maio de 2018

Em 1 de agosto de 2014, Wendy debutou no novo girl group da SM Entertainment Red Velvet. Seu single de estréia foi titulado de Happiness e tinha o objetivo de espalhar alegria para todos os ouvintes. No mesmo ano, o seu grupo retornou com o single Be Natural, cover da música de mesmo nome do S.E.S..
Em 2015, Wendy teve o primeiro mini-álbum de seu grupo lançado, chamado Ice Cream Cake. O mini-álbum teve dois clipes: Automatic e Ice Cream Cake. Ainda em 2015, Wendy teve o primeiro álbum completo de seu grupo lançado, intitulado The Red. O Long Play recebeu uma faixa-título intitulada Dumb Dumb, também recebendo um clipe.
Em março de 2016, Wendy teve o segundo mini-álbum de seu grupo lançado, The Velvet, que também recebeu um clipe para sua faixa-título, One Of These Nights. Em 6 de setembro de 2016, Wendy teve seu terceiro mini-álbum de seu grupo lançado, Russian Roulette, que recebeu uma faixa-título com mesmo nome e um clipe.
Wendy participou de vários programas de variedades, entre eles o We Got Married e o King of Mask Singer Também esteve presente em vários lançamentos do projeto SM Station, entre eles o sucesso de vendas "Spring Love" (com Eric Nam), "Sound of Your Heart" e "Written In The Stars" (colaboração com John Legend). O vídeo musical dessa colaboração foi publicado no Youtube no dia 19 de outubro de 2019. Participou ainda de várias trilha sonoras de doramas, como "I Can Only See You", juntamente a Seulgi, para Hwarang da KBS2.
No dia 25 de dezembro de 2019, Wendy sofreu um grave acidente um ensaio no Gayo Daejun da SBS. Funcionários que presenciaram o incidente relataram que o local estava escuro e por causa de uma falha em um equipamento ela caiu de uma altura de aproximadamente 2 metros, quebrando o osso malar do rosto, fraturando a pelve e pulso. Segundo relato das integrantes do grupo, Wendy seguiu com urgência até o hospital ainda com o microfone do ensaio em suas mãos. A partir da data do ocorrido, entrou em hiato que durou até sua completa recuperação. 

## Solos
Em 03 de março de 2016, Wendy lançou seu single Spring Love junto do cantor Eric Nam no projeto SM Station. Wendy foi a 4ª artista da S.M. Entertainment a lançar um single na SM Station. Spring Love foi o 2º single mais bem vendido do projeto.
Em 05 de abril de 2021, Wendy lançou seu primeiro mini álbum solo Like Water contendo 5 musicas, uma delas sendo uma colaboração com a cantora Seulgi sua colega de grupo.

## Discografia
| Título                                                                              | Ano          | Melhores posições nas paradas | Vendas          | Álbum                        |
| Título                                                                              | Ano          | KOR                           | Vendas          | Álbum                        |
| Colaborações                                                                        | Colaborações | Colaborações                  | Colaborações    | Colaborações                 |
| ----------------------------------------------------------------------------------- | ------------ | ----------------------------- | --------------- | ---------------------------- |
| "One Dream One Korea" (com vários artistas)                                         | 2015         | —                             | —               | single de caridade           |
| "Spring Love" (봄인가 봐) (com Eric Nam)                                            | 2016         | 7                             | - KOR: 820.131+ | SM Station                   |
| "Have Yourself A Merry Little Christmas" (com Moon Jung-jae e Nile Lee)             | 2016         | —                             | —               | SM Station                   |
| "Sound of Your Heart" (com Seulgi, Sunny, Luna, Yesung, Taeil e Doyoung )           | 2016         | —                             | —               | SM Station                   |
| "Doll" (인형) (Com Kangta e Seulgi)                                                 | 2017         | —                             | —               | SM Station                   |
| "The Little Match Girl" (성냥팔이 소녀) (Com Baek A Yeon)                           | 2017         | —                             | —               | SM Station                   |
| "One Summer" (Com Yang Da-il)                                                       | 2018         | 40                            | —               | Non-album single             |
| "Written In The Stars" (Com John Legend)                                            | 2018         | —                             | —               | SM Station                   |
| "This Is Your Day (for every child, UNICEF)" (com vários artistas)                  | 2019         | ASA                           | ASA             | SM Station                   |
| Como Artista Convidada                                                              |              |                               |                 |                              |
| "Vente Pa Ca" (English Version) (Ricky Martin featuring Wendy)                      | 2016         | —                             | —               | single sem álbum             |
| Aparição em Trilhas Sonoras                                                         |              |                               |                 |                              |
| "Because I Love You" (슬픔 속에 그댈 지워야만 해)                                   | 2014         | 230                           | - KOR: 18.758+  | Mimi OST                     |
| "Return" (com Yuk Jidam)                                                            | 2015         | 31                            | - KOR: 93.844+  | Who Are You: School 2015 OST |
| "Let You Know" (아나요)                                                             | 2015         | 139                           | - KOR: 20.824+  | D-Day OST                    |
| "Don't Push Me" (밀지마) (com Seulgi)                                               | 2016         | 25                            | - KOR: 182.984+ | Uncontrollably Fond OST      |
| "I Can Only See You" (com Seulgi)                                                   | 2017         | 80                            | - KOR: 24.912+  | Hwarang OST                  |
| "My Time" (Versão Coreana)                                                          | 2017         | Not released                  | Not released    | Elena de Avalor OST          |
| "Goodbye"                                                                           | 2018         | 31                            | —               | The Beauty Inside OST        |
| "What If Love"                                                                      | 2019         | 158                           | —               | Touch Your Heart OST         |
| "—" denota lançamentos que não atingiram os charts ou não foram lançados na região. |              |                               |                 |                              |

### Créditos em composições
| Ano  | Álbum            | Artista                            | Canção                           | Letras    | Letras            | Ref    |
| Ano  | Álbum            | Artista                            | Canção                           | Creditado | com               | Ref    |
| ---- | ---------------- | ---------------------------------- | -------------------------------- | --------- | ----------------- | ------ |
| 2019 | Single sem álbum | Ellie Goulding, Diplo & Red Velvet | "Close To Me (Red Velvet Remix)" | Sim       | Yeri & Lee Seuran | [ 37 ] |

## Filmografia

### Filmes
| Ano  | Título            | Papel     | Notas                   | Ref.   |
| ---- | ----------------- | --------- | ----------------------- | ------ |
| 2015 | SMTown: The Stage | Ela mesma | Documentário da SM Town | [ 38 ] |
| 2020 | Trolls 2          | Wani      | Voz                     | [ 39 ] |

### Séries de Televisão
| Ano  | Título                 | Network | Papel     | Notas                          | Ref.   |
| ---- | ---------------------- | ------- | --------- | ------------------------------ | ------ |
| 2016 | Descendants of the Sun | KBS2    | Ela mesma | Aparição especial, Episódio 16 | [ 40 ] |

### Programas de Variedade
| Ano       | Título                     | Network | Papel           | Notas                                    | Ref.   |
| --------- | -------------------------- | ------- | --------------- | ---------------------------------------- | ------ |
| 2015      | 100 People, 100 Songs      | JTBC    | Concorrente     | Com Seulgi                               | [ 41 ] |
| 2015–2016 | We Got Married             | MBC     | Painelista      |                                          | [ 42 ] |
| 2016      | King of Mask Singer        | MBC     | Concorrente     | Como "Space Beauty Maetel" (Episódio 43) | [ 43 ] |
| 2016–2017 | Trick & True               | KBS     | Painelista fixa | Desde o episódio 1                       | [ 44 ] |
| 2017      | Raid the Convenience Store | tvN     | Apresentadora   | Trial Programming                        | [ 45 ] |
| 2017      | K-Rush                     | KBS     | Apresentadora   | Episódios 1–4                            | [ 46 ] |
| 2018      | Battle Trip                | KBS     | Elenco          | Com Seulgi (Episódios 100–103)\|         | [ 47 ] |
| 2019      | King of Mask Singer        | MBC     | Competidora     | Como "Green Witch" (Episódios 225–226)   | [ 48 ] |

### DJ de Rádio
| Ano  | Rádio           | Network      | Notas                  |
| ---- | --------------- | ------------ | ---------------------- |
| 2015 | Kiss the Radio  | KBS Cool FM  | DJ especial com Seulgi |
| 2018 | NCT Night Night | SBS Power FM | DJ especial            |
| 2018 | Young Street    | SBS Power FM | DJ especial            |

### Vídeos Musicais
| Ano  | Título                                   | Ref.   |
| ---- | ---------------------------------------- | ------ |
| 2014 | "Because I Love You"                     | [ 49 ] |
| 2016 | "Spring Love"                            | [ 50 ] |
| 2016 | "Have Yourself a Merry Little Christmas" | [ 51 ] |
| 2017 | "My Time"                                | [ 52 ] |
| 2017 | "The Little Match Girl"                  | [ 53 ] |
| 2018 | "Written In The Stars"                   | [ 21 ] |

## Prêmios e indicações
| Ano  | Premiações                          | Categoria                                 | Trabalho nomeado | Resulto  | Ref.   |
| ---- | ----------------------------------- | ----------------------------------------- | ---------------- | -------- | ------ |
| 2016 | 18º Mnet Asian Music Awards         | Melhor Colaboração (com Eric Nam)         | "Spring Love"    | Indicado | [ 54 ] |
| 2019 | 2019 Annual Fresh Asia Music Awards | TOP 10 Asia-Pacific Gold Song of the Year | "What If Love"   | Venceu   | [ 55 ] |